# Roberto Diem Tigani
Roberto Diem Tigani (Roma, 4 febbraio 1954 – Viterbo, 26 maggio 2016) è stato un compositore e direttore d'orchestra italiano.
Ha dedicato buona parte della sua attività di ricerca al restauro, alla revisione e alla registrazione di opere musicali inedite o incompiute.

## Biografia
Ha realizzato più di 30 registrazioni in prima assoluta, tra cui la Messa solenne in do maggiore di Luigi Cherubini, con l'Orchestra Sinfonica di San Pietroburgo, il Concerto in la maggiore per violino e orchestra e l'Humoreske di Ottorino Respighi, tre commedie di Valentino Fioravanti, alcuni lavori sinfonici di Franz Berwald e Friedrich Kuhlau. È autore di diverse pubblicazioni, tra cui le nuove elaborazioni critiche dell'incompiuto Concerto per violino e orchestra WoO 5 e del Concerto per pianoforte e orchestra WoO 4 di Ludwig van Beethoven.
Nel 1993 ha iniziato un durevole sodalizio con l'Orchestra Sinfonica di Sassari che ha diretto in buona parte della propria produzione discografica e con la quale ha ottenuto diversi riconoscimenti internazionali.
Dal 1999 ha promosso e avviato un progetto di ricerca sugli inediti beethoveniani, al quale l'etichetta discografica Inedita ha dedicato la sua collana Beethoven Rarities. Tra le registrazioni più significative di questa collana emerge la prima registrazione mondiale dell'Ouverture Macbeth (performing edition a cura di Willem Albert Holsbergen), con la quale ha ottenuto il premio della critica italiana nel 2004, e l'incompiuto Concerto in re maggiore per pianoforte e orchestra Hess 15 del 1815 (performing edition a cura di Nicholas Cook della Royal Holloway University di Londra), entrambi realizzati in collaborazione con il centro di ricerche beethoveniane Unheard Beethoven.
Ha curato l'edizione in lingua italiana del Nuovo catalogo Hess delle opere di Beethoven del musicologo statunitense James F. Green (pubblicato nel 2006 dall'editore Zecchini di Varese), e ha lavorato ad una nuova edizione del catalogo beethoveniano di Giovanni Biamonti.
Nel 2012 ha pubblicato, sempre presso l'editore Zecchini di Varese, il libro Custodi del suono. Un secolo e mezzo di storia della registrazione sonora, nel quale si delineano tutte le linee guida dei suoi interessi e dei suoi insegnamenti degli ultimi anni.
Docente di conservatorio, è stato titolare della cattedra di Violino, e ha insegnato Direzione d'orchestra e Storia della registrazione discografica e analisi dei documenti sonori al biennio di secondo livello presso l'Istituto Superiore di Studi Musicali - Conservatorio Statale “Ottorino Respighi” di Latina.